# Hisagawa Maru
Die Hisagawa Maru (jap. 久川丸) war ein japanischer Kombifrachter, der im Zweiten Weltkrieg (Pazifikkrieg) als Truppentransporter eingesetzt wurde. Es war eines von 131 gebauten Einheiten des Standardschiff-Typs 2A. Das Schiff wurde von Kawasaki Kisen Kaisha (“K” Line) geordert und von Mitsubishi Jūkōgyō in Hiroshima gebaut. Der Stapellauf fand 1943, die Indienststellung 1944 statt.
Die Hisagawa Maru gehörte dem Konvoi Mo-Ta-30 an, der am 1. Januar 1945 von Moji (Kyūshū) auslief und Takao (Formosa) zum Ziel hatte. Von dort aus sollten die transportierten Güter auf die umkämpften Philippinen gebracht werden. Weitere Schiffe des Konvois waren die An’yō Maru (安洋丸), die Meihō Maru (明宝丸), die Rashin Maru (羅津丸), die Daiga Maru (大雅丸) sowie die Tanker Hikoshima Maru (彦島丸), San’yō Maru (三洋丸), Tatsuyō Maru (辰洋丸) und Manju Maru (滿珠丸). Als Geleitschutz wurde der Konvoi von vier Geleitschiffen (Kaibōkan CD-26 (oder 112), 36, 39, 67) sowie vier kleineren Patrouillenbooten eskortiert. Die Hisagawa Maru transportierte Militärfahrzeuge, Pferde, sowie um die 3500 Mann der 3. Transporteinheit der 19. Division des japanischen Heeres. Auch die An’yō Maru transportierte Soldaten.
Der Verband blieb nahe der chinesischen Küste, um unentdeckt nach Süden zu gelangen. Am 8. Januar wurde der Geleitzug jedoch in der nördlichen Formosastraße von einem amerikanischen U-Boot-Wolfpack, bestehend aus USS Barb (Cdr Fluckey), USS Picuda (LtCdr Shepard) und USS Queenfish (Cdr Loughlin), gesichtet und angegriffen. Die Tatsuyō Maru explodierte sofort nach einem Treffer, die An’yō Maru wurde samt dem Großteil der Soldaten an Bord versenkt; die San’yō Maru, die Hikoshima Maru und die Manju Maru wurden schwer beschädigt und liefen auf Grund. Auch die Hisagawa Maru wurde getroffen und beschädigt. Der Konvoi brach auseinander, ein Teil der Schiffe versuchte Keelung zu erreichen; die Hisagawa Maru und die Rashin Maru sowie zwei oder drei Geleitschiffe fuhren hingegen weiterhin in Richtung Takao.
Am Morgen des nächsten Tages (9. Januar) wurden die verbliebenen Schiffe von Flugzeugen der Task Force 38, der amerikanischen Haupt-Trägerflotte, die sich zu diesem Zeitpunkt zur Unterstützung der Landung auf Luzon zwischen den Philippinen und Formosa befand, ins Visier genommen und bombardiert. Die Hisagawa Maru wurde schwer getroffen und drohte zu sinken. Der Verband versuchte nun die nahegelegenen Pescadoren zu erreichen, doch gegen Mittag wurde die Hisagawa Maru durch einen weiteren Luftangriff 25 Meilen westlich von Tainan ⊙ versenkt; 2117 (nach anderen Angaben 2283) Soldaten, 84 Bordschützen und alle 86 Matrosen kamen ums Leben. Mo-Ta-30 wurde damit zu einem der verlustreichsten japanischen Konvois.
Die verbliebenen Schiffen erreichten Takao oder Keelung. Die Task Force 38 versenkte an diesem Tag noch eine Reihe weiterer Schiffe um Formosa und stieß am nächsten Tag ins Südchinesische Meer vor, um im Rahmen der Operation Gratitude japanische Stützpunkte in Indochina zu bombardieren.